# Временное консульство
Вре́менное ко́нсульство — период в истории Франции от государственного переворота 18 брюмера (9 ноября 1799 года) до принятия Конституции VIII года (24 декабря 1799 года). Характеризовался формированием режима личной власти Наполеона Бонапарта.

## Франция после 18 брюмера
Государственный переворот стал внезапным для всей Франции, тем более что его необходимость ничем не была оправдана в глазах общества — не существовало никакой очевидной опасности для нации, ни внутренней, ни внешней, ради которой следовало бы прибегать к подобным мерам. Но в годы Директории перевороты следовали один за другим, Конституция III года постоянно нарушалась, поэтому события 18 и 19 брюмера в Париже вызвали скорее удивление, чем негодование. Рабочие парижских предместий отнеслись к перевороту равнодушно. У якобинцев и демократических кругов не было ни сил, ни средств для какой-либо реакции. Рост консолидированной ренты показал, что буржуазия чувствовала себя в безопасности. Роялисты же ликовали, наивно посчитав, что Бонапарт, подобно генералу Монку, вернувшему Стюартам английскую корону, намеревается реставрировать бурбонскую монархию, но и эта реакция вскоре улеглась.
В то же время в департаментах обнаружилось открытое противодействие новому порядку, многие чиновники отказались принять декреты от 19 брюмера. Администрация департамента Юра даже приказала мобилизовать национальную гвардию для противодействия узурпаторам, но дальше слов на бумаге дело не пошло. Временным консулам пришлось сменить значительное число руководителей департаментов, однако вооружённого сопротивления нигде оказано не было.

## Внутренняя политика временных консулов
Временные консулы Бонапарт, Сийес и Роже Дюко занимали свои посты с 20 брюмера по 3 нивоза VIII года (11 ноября — 24 декабря 1799 года). На первом же заседании возник вопрос об избрании главного среди них. Было принято решение, что обязанности президента консульства должен исполнять поочерёдно каждый из них в течение одного дня. В такой день консул именовался дежурным консулом. В силу алфавитного порядка в первый день дежурным консулом был Бонапарт, затем Роже Дюко и Сийес. Таким образом, переворот не дал Бонапарту сразу диктаторскую власть, но он к ней поначалу и не стремился, понимая, что общество необходимо прежде подготовить к этому. Несмотря на то, что он получил в своё распоряжение армию, до принятия Конституции VIII года он не вёл себя как властелин Франции. Политические акты правительства были по большей частью анонимны, и консульство, по сути, представляло собой лишь уменьшенную копию Директории.
Организаторы предыдущих переворотов — 31 мая, 9 термидора, 18 фрюктидора — были либо фанатиками, либо имели собственную программу преобразования общества. Придя к власти, они высокопарно заявляли о том, что подвергли грозной каре заблуждение и порок во имя истины и добродетели. Новое же правительство составляли просто ловкие люди, стремившиеся к власти и пришедшие к ней более насильственным путём, чем сами того желали. Это был союз популярного генерала и пресыщенного философа. Они не ставили перед собой грандиозных задач, они просто желали действовать лучше, чем предшественники. Бонапарт сменил генеральский мундир на цивильный фрак, давая понять, что гражданское правление продолжается.
Так как переворот 18 брюмера имел предлогом опасность восстановления якобинской диктатуры, консульским приказом от 20 брюмера из пределов континентальной Франции изгонялись 34 «якобинца», а 19 интернировались в Ла-Рошели. Но 4 фримера этот приказ был отменён, и эти 34 были только временно отданы под надзор полиции. Позднее приказ от 20 брюмера был всё же приведён в исполнение.
Из числа 61 депутата, разогнанных 19 брюмера, многие примкнули к новому режиму. Генерал Журдан обменялся с Бонапартом учтивыми письмами. Один из лидеров монтаньяров открыто заявил о поддержке нового порядка. Даже бывшие республиканские депутаты, не принявшие переворот, воздержались от оппозиционных действий, понимая их бессмысленность. Правительство отправило в департаменты комиссаров, которые успешно агитировали в пользу консулата. В целом временные консулы старались делать вид, что они пришли, дабы сохранить республику. Особым декретом новая власть отреклась от солидарности с роялистами. Соблюдался республиканский календарь.

### Замирение Вандеи
Ещё при Директории была поставлена задача умиротворить Вандею. Генералы Брюн и Массена нанесли несколько ощутимых поражений повстанцам. Завершить их дело Директория поручила генералу Эдувилю. Но все лавры достались консульству, так как результаты переговоров обнаружились уже после переворота. 23 фримера VIII года вожди восставших Отишам, Бурмон и другие подписали в Пуансэ договор о перемирии. Дело шло к заключению мира, но дипломатическая осторожность, с которой вёл переговоры Эдувиль, раздражала Бонапарта, и приказом от 7 нивоза он потребовал от инсургентов сдачи оружия в 10-дневный срок. Но к этому времени благодаря усилиям Эдувиля покорность изъявил левый берег Луары, вскоре за ним последовал и правый берег. Только Фротте в Нормандии отказался сложить оружие. Бонапарт отставил Эдувиля и назначил на его место Брюна. После того, как против Фротте было послано войско в 6000 человек, тот сразу сдался и, несмотря на предоставление ему охранной грамоты, был расстрелян 29 плювиоза. Так окончились восстание в Вандее и Шуанская война.

### Религиозный вопрос
Временные консулы проводили принцип отделения церкви от государства, лавируя между традиционалистами и революционерами. Так, в угоду вторым был сохранён республиканский календарь и празднование десятого дня декады. Вместе с тем был отменён ряд наиболее суровых законов против неприсягнувших священников, провозглашена свобода вероисповедания.

### Национальные праздники
В их числе было несколько торжеств в память различных событий, например годовщины 21 января, 9 термидора, 18 фрюктидора. Из них сохранены были только годовщина взятия Бастилии и годовщина основания республики.

### Эмигрантский вопрос
По-прежнему воспрещался въезд во Францию тем эмигрантам, которые добровольно покинули страну с целью поднять против неё оружие. В отношении остальных, то есть изгнанных, сосланных или подвергшихся проскрипции, были приняты смягчающие меры. Жертвы фрюктидорского переворота получили разрешение вернуться, в их числе Карно. Возвращены были также некоторые члены Партии фельянов — Лафайет, Ламет, Лятур-Мобур, Ларошфуко-Лианкур, и некоторые левые республиканцы — Барер, Вадье. Из числа монархистов эта амнистия не была распространена на Пишегрю, из республиканцев — на Бийо-Варенна.

### Внешняя политика
Бонапарт предложил мир Австрии и Англии и получил отказ, что привело к войне (см. Война с Австрией).

## Конституция VIII года
Важным событием этого периода является подготовка и принятие Конституции VIII года, которая была продиктована Бонапартом в собственном салоне. Она фактически установила диктаторскую власть Бонапарта, который объявлялся первым консулом со всей полнотой власти. Сийес и Роже Дюко навсегда сходили с политической арены. Вторым и третьим консулом назначались Камбасерес и Лебрен. Они имели только совещательный голос. Прямо о диктатуре пока не заявлялось.